# Универсална машина на Тюринг
Универсална машина на Тюринг в теоретичната информатика е машина на Тюринг, която може да симулира произволна друга машина на Тюринг при случайни входни данни. Универсалната машина го постига, като прочита както описанието на симулираната машина, така и входните данни от собствената си лента. Понятието е въведено от Алън Тюринг през 1936 – 1937 и заляга в основата на понятието за компютър със запаметена програма, като имплицитно е заложена възможността машината да може да модифицира програмата.
Универсалната машина на Тюринг може да се разглежда като предшественик и идеализиран математически модел на всеки универсален компютър. Подобно на нея компютърът започва работа с програма, написана на някакъв език за програмиране, и необходимите входни данни, преработва ги на машинен език и след това изпълнява инструкциите.